# 뷰렛 반응
뷰렛 반응은 5%의 수산화 나트륨용액(또는 수산화 칼륨)과 1%의 황산구리 수용액을 섞어서 만든 뷰렛 용액(푸른색)을 이용하여 색 변화(보라색)를 통해 단백질을 검출하는 반응이다.

## 실험 방법

### 시약 제조
1L들이 부피 플라스크에 CuSO4 1.6g을 넣고 눈금선까지 증류수를 채워 0.01M 의 황산구리 수용액을 만든다.
1L들이 부피 플라스크에 NaOH 400g을 넣고 마찬가지로 눈금선까지 증류수를 채워 10M의 수산화나트륨 수용액 1L를 만든다.
반응을 진행하기 전에 수산화나트륨수용액 1L와 황산구리수용액 약 25ml를 섞어 뷰렛시약을 만들어 사용하거나 실험을 두 과정으로 나누어서 진행한다. 더 간단하게는 5% 수산화나트륨용액과 1% 황산구리수용액을 각각 몇 방울씩 시료에 떨어뜨려 검사하기도 한다. 두 용액을 미리 섞어 두면 반응이 일어나므로 검출 직전에 혼합하여 사용하는 것이 좋다.

### 검출 과정
1. 검사하고자 하는 단백질 시약을 준비한다.
2. 5%(10M) 수산화 나트륨 수용액을 넣는다.
3. 1%(0.01M) 황산구리 수용액을 넣는다
4. 색이 보라색으로 바뀌면 단백질이 검출된 것이다.

## 원리
뷰렛 용액에 단백질을 넣으면 단백질의 작용기인 펩티드사슬이 구리와 나트륨과 결합하여 형성되는 비스뷰타렛구리(II)산 나트륨(수산화 칼륨의 경우 비스뷰타렛구리(II)산 칼륨)을 생성하면서 색이 보라색으로 변한다. 색이 변하는 이유는 펩티드결합이 두 개 이상 존재하는 구조를 뷰렛이라 하는데, 이 뷰렛구조가 2가의 구리 이온과 반응하여 보라색의 착화합물을 형성하기 때문이다.
모든 단백질은 기본적으로 무수히 많은 펩티드결합으로 이루어져 있기 때문에, 뷰렛반응으로 검출할 수 있다. 단백질 뿐 아니라 단 몇 개의 펩티드결합을 가지고 있는 펩티드도 검출할 수 있다.

## 같이 보기
- 구리폴린법(copper-Folin method)
- 단백질